# Свети Георги (Ломница)
Вижте пояснителната страница за други значения на Свети Георги.
„Свети Георги Победоносец“ е възрожденска българска църква в село Ломница, община Кюстендил.
Църквата е построена през 1869 г. Представлява голяма трикорабна църква с по два реда от по четири колони. Средният таван е полуцилиндричен, а страничните са плоски. От западната страна е изградена нартика с колони, които поддържат отделението за хора. Иконостасът е дървена направа без резба, изпълнен с растителни мотиви. Иконите са рисувани вероятно от живописеца Иван Доспевски, тъй като иконата на Христос носи дата 1869 г. и инициали Ив. Д.
Църквата чества деня на светеца на 6 май.